# Jörg Rosskopf

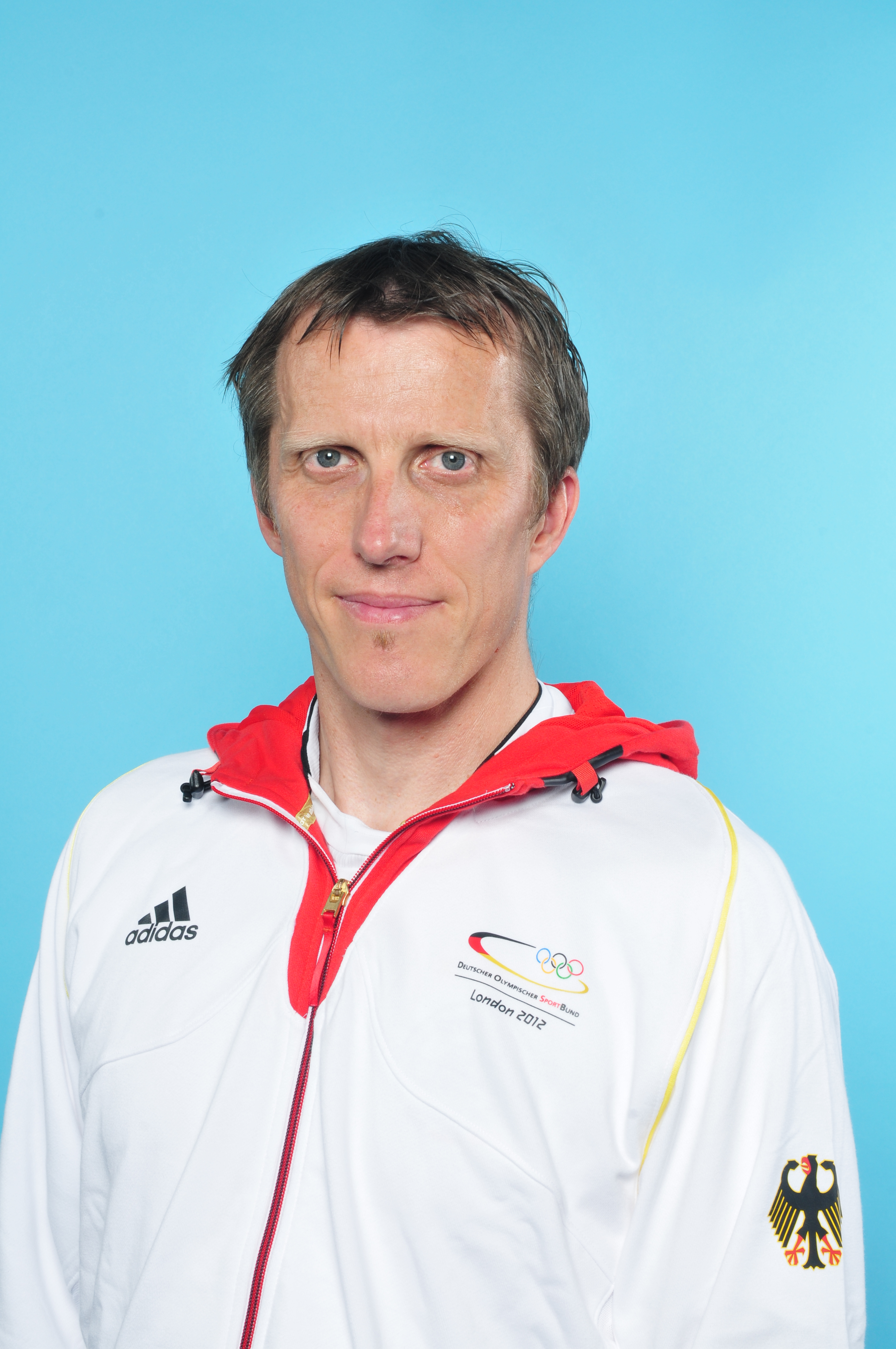
Jörg Rosskopf 2012

Jörg Rosskopf, född 22 maj 1969 i Dieburg i Tyskland, är en tysk bordtennisspelare. 
Under sin karriär vann han 4 medaljer i bordtennis-VM varav 1 guld, 1 silver och 2 brons. 
Han deltog även i nio bordtennis-EM, där han tog 12 medaljer - 3 guld, 4 silver och 5 brons.
Han är en av sju bordtennisspelare som deltagit i de fem första Olympiska spelen sedan sporten kom med på det olympiska programmet 1988. De andra är svenskarna Jörgen Persson och Jan-Ove Waldner, kroaten Zoran Primorac, belgaren Jean-Michel Saive, ungraren Csilla Bátorfi, och serb-amerikanen Ilija Lupulesku.

## Meriter
- Bordtennis VM
  - 1985 i Göteborg
    - 17:e plats med det tyska laget

  - 1987 i New Delhi
    - 7:e plats med det tyska laget

  - 1989 i Dortmund
    - 1:a plats dubbel (med Steffen Fetzner)
    - 7:e plats med det tyska laget

  - 1991 i Chiba
    - Kvartsfinal dubbel
    - kvartsfinal mixed dubbel
    - 5:e plats med det tyska laget

  - 1993 i Göteborg
    - 3:e plats med det tyska laget

  - 1995 i Tianjin
    - 5:e plats med det tyska laget

  - 1997 i Manchester
    - Kvartsfinal dubbel
    - 4:e plats med det tyska laget

  - 2000 i Kuala Lumpur
    - 5-8:e plats med det tyska laget

  - 2001 i Chiba
    - 7:e plats med det tyska laget

  - 2004 i Doha
    - 2:a plats med det tyska laget

  - 2006 i Bremen
    - 3:e plats med det tyska laget

  - 2008 i Guangzhou 
    - 7:e plats med det tyska laget

- Bordtennis EM
  - 1988 i Prag
    - 3:e plats singel
    - kvartsfinal dubbel

  - 1990 i Göteborg
    - 3:e plats singel
    - 2:a plats dubbel (med Steffen Fetzner)
    - 2:a plats med det tyska laget

  - 1992 i Stuttgart
    - 1:a plats singel
    - Kvartsfinal dubbel
    - Kvartsfinal mixed dubbel

  - 1994 i Birmingham
    - Kvartsfinal singel
    - 3:e plats dubbel (med Steffen Fetzner)

  - 1996 i Bratislava
    - Kvartsfinal singel
    - 3:e plats dubbel (med Steffen Fetzner)

  - 1998 i Eindhoven
    - 1:a plats dubbel (med Vladimir Samsonov)

  - 2000 i Bremen
    - Kvartsfinal dubbel
    - 2:a plats med det tyska laget

  - 2003 i Courmayeur
    - 3:e plats singel
    - 2:a plats med det tyska laget

  - 2007 i Belgrad
    - 1:a plats med det tyska laget

- OS
  - 1992 i Barcelona
    - Kvartsfinal singel
    - 2:a plats dubbel (med Steffen Fetzner)

  - 1996 i Atlanta
    - 3:e plats singel
    - 4:e plats dubbel (med Steffen Fetzner)

  - 2000 i Sydney
    - Kvartsfinal singel

- Europa Top 12
  - 1988 i Ljubljana : 6:e plats
  - 1989 i Charleroi : 7:e plats
  - 1990 i Hannover : 5:e plats
  - 1991 i Hertogenbosch: 5:e plats
  - 1992 i Wien: 2:a plats
  - 1993 i Köpenhamn: 3:e plats
  - 1994 i Arezzo: 5:e plats
  - 1995 i Dijon: 5:e plats
  - 1996 i Charleroi: 5:e plats
  - 1997 i Eindhoven: 7:e plats
  - 1998 i Halmstad: 5:e plats
  - 1999 i Split: 5:e plats
  - 2000 i Alassio: 3:e plats
  - 2001 i Wels: 5:e plats
  - 2003 i Saarbrücken: 9:e plats
  - 2004 i Frankfurt: 5:e plats